# هنری هربرت، نهمین ارل پمبروک
هنری هربرت، نهمین ارل پمبروک (انگلیسی: Henry Herbert, 9th Earl of Pembroke; ۲۹ ژانویهٔ ۱۶۹۳ – ۹ ژانویهٔ ۱۷۵۰) معمار و نظامی اهل پادشاهی بریتانیای کبیر بود. وی همچنین برندهٔ جوایزی همچون همکار انجمن سلطنتی شده‌است.